# Gustavo Le Paige
Gustavo Le Paige de Walque (Tilleur, 24 novembre 1903 – Santiago del Cile, 19 maggio 1980) è stato un religioso e archeologo cileno.
Appartenente ai gesuiti, è considerato tra i massimi esperti della cultura atacameña grazie all'imponente mole di reperti raccolti nel corso degli anni, oggi raccolti nel museo che porta il suo nome a San Pedro de Atacama.

## Biografia
Le Paige nasce in Belgio ed entra nei Gesuiti nel 1922; dopo una lunga esperienza di missioni evangeliche nel Congo belga, arriva in Cile negli anni Cinquanta.
La portata dei suoi studi sul territorio fu immensa: dopo la prima, fortuita scoperta di una tomba con 2 corpi (mentre era intento a dipingere nel deserto) non smise di raccogliere materiali sulle popolazioni indigene in centinaia di siti (tra cui cimiteri e antichi insediamenti), scrivendo nel contempo diversi libri sull'argomento.
Il materiale venne collocato nella casa parrocchiale a partire dal 1957, quindi nel 1963 divenne vero e proprio museo, in collaborazione con l'Università Cattolica.
Per la sua opera etnografica, il recupero e la divulgazione della cultura locale, è stato insignito di molti riconoscimenti accademici. Tra questi, la "cittadinanza onoraria" del Cile da parte di Salvador Allende nel 1971 e la laurea honoris causa da parte dell'Università del Nord nel 1976.